# Ugo Pavesi
Ugo Pavesi (* 17. Juli 1886 in Novara; † 13. Juli 1935 in Mailand) war ein italienischer Ingenieur, Erfinder und Unternehmer, der landwirtschaftliche Maschinen und Traktoren entwickelte. Sein Unternehmen Pavesi & Tolotti, später Motomeccanica genannt, wurde auch als Lieferant von Militärfahrzeugen vom Typ Pavesi P4 und weiteren bekannt.

## Leben und Wirken
Ugo Pavesi wuchs in Navara als Sohn des beamteten Wirtschaftsprüfers Romeo Pavesi und der Mutter Maria Pavesi auf. Nach Grundschule und Gymnasium in Navara, studierte er Ingenieurwissenschaften am Politechnikum in Turin und schloss dort sein Studium im Alter von 23 Jahren ab. Kurze Zeit darauf war er als Angestellter tätig, stellte aber schnell fest, dass er seine Zukunftspläne mit einem eigenen Unternehmen besser harmonieren sollten. Gemeinsam mit Giolio Tolotti gründete er 1910 das Unternehmen La Moto Aratrice Brevetti Ingg. Pavesi & Tolotti, aus dem später die Aktiengesellschaft Pavesi & Tolotti wurde. Pavesis Geschäfte und seine Innovationen entwickelten sich gut. Er erhielt zu seinen Erfindungen rund 100 internationale Patente. Am 21. April 1921 heiratete er Maria Ramognino, mit der er 1922 seinen ersten Sohn Franco und zwei Jahre später seine Tochter Elena bekam. In den 1920er- und den frühen 1930er-Jahren entwickelte er noch zahlreiche Fahrzeuge. Sein unerwartet früher Tod am 13. Juli 1935 setzte dem Schaffen ein Ende.

## Patente (Auswahl)
- Patent  FR443757A: Dispositif de distribution à double plaque pour moteurs à combustion. Veröffentlicht am 2. Oktober 1912, Erfinder: Ugo Pavesi.‌
- Patent  AT90832B: Kraftfahrzeug mit zwei oder mehreren Paaren von Antriebsrädern, welche sich beim Drehen des Fahrzeuges im Kreise in genau gleichen Bahnen bewegen.. Angemeldet am 18. Dezember 1919, veröffentlicht am 10. Januar 1923, Erfinder: Ugo Pavesi.‌
- Patent  GR2955B: ΑΠΟΣΥΝΤΙΘΕΜΕΝΟΝ ΡΥΜΟΥΛΚΟΝ ΜΕ ΤΕΣΣΑΡΑΣ ΤΡΟΧΟΥΣ ΙΔΙΑ ΔΙΑ ΜΕΤΑΦΟΡΑΣ ΕΠΙ ΔΥΣΒΑΤΩΝ ΕΔΑΦΩΝ.. Veröffentlicht am 29. Oktober 1930, Erfinder: Ugo Pavesi.‌